# Scopula intensata
Scopula intensata är en fjärilsart som beskrevs av Moore 1887. Scopula intensata ingår i släktet Scopula och familjen mätare. Inga underarter finns listade.